# Ким, Юрий Алексеевич
Юрий Алексеевич Ким (3 июля 1940, с. Тентек, Талды-Курганская область, Казахская ССР — 15 ноября 2000, Астана) — казахстанский государственный деятель, Председатель Конституционного Совета Республики Казахстан (1996—2000). Мастер спорта СССР по борьбе.

## Биография
Родился в Талды-Курганской области.
В 1966 году окончил юридический факультет Казахского государственного университета им. С. М. Кирова.
Работал следователем органов внутренних дел, народным судьей в городе Алматы. В течение 15 лет работал в органах юстиции. Занимал должности от заместителя начальника городского отдела юстиции до первого заместителя министра юстиции Республики Казахстан.
В 1994 году избирался депутатом Верховного Совета Республики Казахстан 13-го созыва и председателем комитета[какого?].
В 1995 году — Председатель Центральной избирательной комиссии Республики Казахстан.
В феврале 1996 года был назначен Председателем Конституционного Совета Республики Казахстан.
Умер 15 ноября 2000 года. Похоронен на кладбище на проспекте Рыскулова.
Автор ряда научных публикаций в области юриспруденции.
В Алмате названа в его честь улица, бывшая Студенческая.

### Семья
Супруга — Надежда Ким, первый секретарь посольства Республики Казахстан в Республике Корея.

## Награды
- Заслуженный юрист Казахстана